# Соликамскбумпром
Соликамскбумпром — российская целлюлозно-бумажная компания, входит в тройку ведущих производителей газетной бумаги в России. Полное наименование — Акционерное Общество «Соликамскбумпром».
Штаб-квартира компании расположена в Соликамске.

## История
5 июня 1938 года был издан приказ НКВД СССР «Об организации отдельных лагерных пунктов по строительству Архангельского и Соликамского целлюлозных заводов», а 10 июля приказ «Об организации Архангельского и Усть-Боровского ИТЛ НКВД для строительства Архангельского и Соликамского целлюлозных комбинатов».
В марте 1941 года на Соликамском целлюлозно-бумажном комбинате была получена первая продукция — сульфитная целлюлоза и оберточная бумага на буммашине № 1.
За высокие достижения в производственной деятельности Соликамский ЦБК был награждён Правительством СССР высшей наградой — орденом Ленина.
В 1992 году в результате акционирования на базе Соликамского ЦБК создано открытое акционерное общество «Соликамскбумпром».

## Собственники и руководство
Председатель совета директоров компании — Валерий Писоцкий. Президент — Ступникова Наталия Сергеевна.

## Деятельность
Основным направлением деятельности компании является производство газетной бумаги. Более половины всей продукции отправляется на экспорт в такие страны как Германия, Австрия, Великобритания, ОАЭ, Египет, Индия и другие. В России на бумаге Соликамскбумпрома печатаются «Российская газета», «Известия», «Аргументы и факты», «Комсомольская правда» и другие. Кроме того, выпускается оберточная бумага, бумага для гофрокартона и технические лигносульфонаты.

### Показатели деятельности
Объемы производства газетной бумаги:
| Год  | Произведено, тыс.тонн | Доля в объеме производства России, % |
| ---- | --------------------- | ------------------------------------ |
| 2005 | 469                   | 23,4                                 |
| 2006 | 446                   | 22,4                                 |
| 2007 | 407                   | 20,5                                 |
| 2008 | 404                   | 20,3                                 |
| 2009 | 443                   | 22,1                                 |

### Социальная сфера
ОАО «Соликамскбумпром» позиционирует себя как социально ответственное предприятие. Компания содержит ряд объектов социальной сферы: поликлинику, дом культуры, цех спортивных сооружений, цех общественного питания, НДОУ «Соликамскбумпром» (детские сады).